# Camponotus tritschleri
Camponotus tritschleri är en myrart som beskrevs av Auguste-Henri Forel 1912. Camponotus tritschleri ingår i släktet hästmyror, och familjen myror. Inga underarter finns listade.